# Baia di Jade
La baia di Jade (tedesco: Jadebusen) è una piccola baia della costa tedesca del mare del Nord, localizzata tra lo sbocco del fiume Weser e le isole Frisone Orientali. La baia termina all'estremità meridionale del collo determinata tra l'estremità orientale della penisola della Frisia e quella di Butjadingen. Le città principali sulle rive della baia sono Wilhelmshaven, nel nord-ovest e Varel, nel sud-ovest.
Nella baia sfocia il fiume Jade che dà il nome alla baia.
La baia fa parte del parco nazionale del mare della Frisia della Bassa Sassonia, uno dei parchi nazionali della Frisia dichiarato patrimonio dell'umanità dall'UNESCO.
Nella parte meridionale della baia si trova il faro di Arngast, costruito tra il 1909 e il 1910 su un banco di sabbia a circa 4,5 Km a sud di Wilhelmshaven.

## Storia
La baia in precedenza era conosciuto semplicemente come Jade o Jahde. Ha una superficie di circa 190 km² ed è stata creata in gran parte dalle inondazioni causate dalle tempeste durante il XII e XVI secolo. Durante questo periodo si collegò verso est al Weser. Questa connessione venneu chiusa tra il 1721 e il 1725 con la costruzione di dighe, ricollegando Butjadingen con la terraferma come penisola. Nella parte occidentale, la baia si addentra nella penisola della Frisia. Dall'inizio del XVI secolo fu costruita una serie di argini per prevenire le inondazioni dalle tempeste e proteggere la terra arabile. La diga principale, l'Ellenser Damm, fu eretta tra il 1596 e il 1615 in base ad un accordo tra il principato della Frisia orientale e il Ducato di Oldenburg.
Il porto di Wilhelmshaven si trova sulla sponda occidentale della baia e durante la prima guerra mondiale costituì la base della flotta d'alto mare (tedesco: Hochseeflotte) la principale flotta da battaglia della Kaiserliche Marine la marina imperiale tedesca. La città fu quindi molto bombardata e subì gravi danni.
Attualmente Wilhelmshaven è un'importante base navale della Deutsche Marine.

## Galleria d'immagini

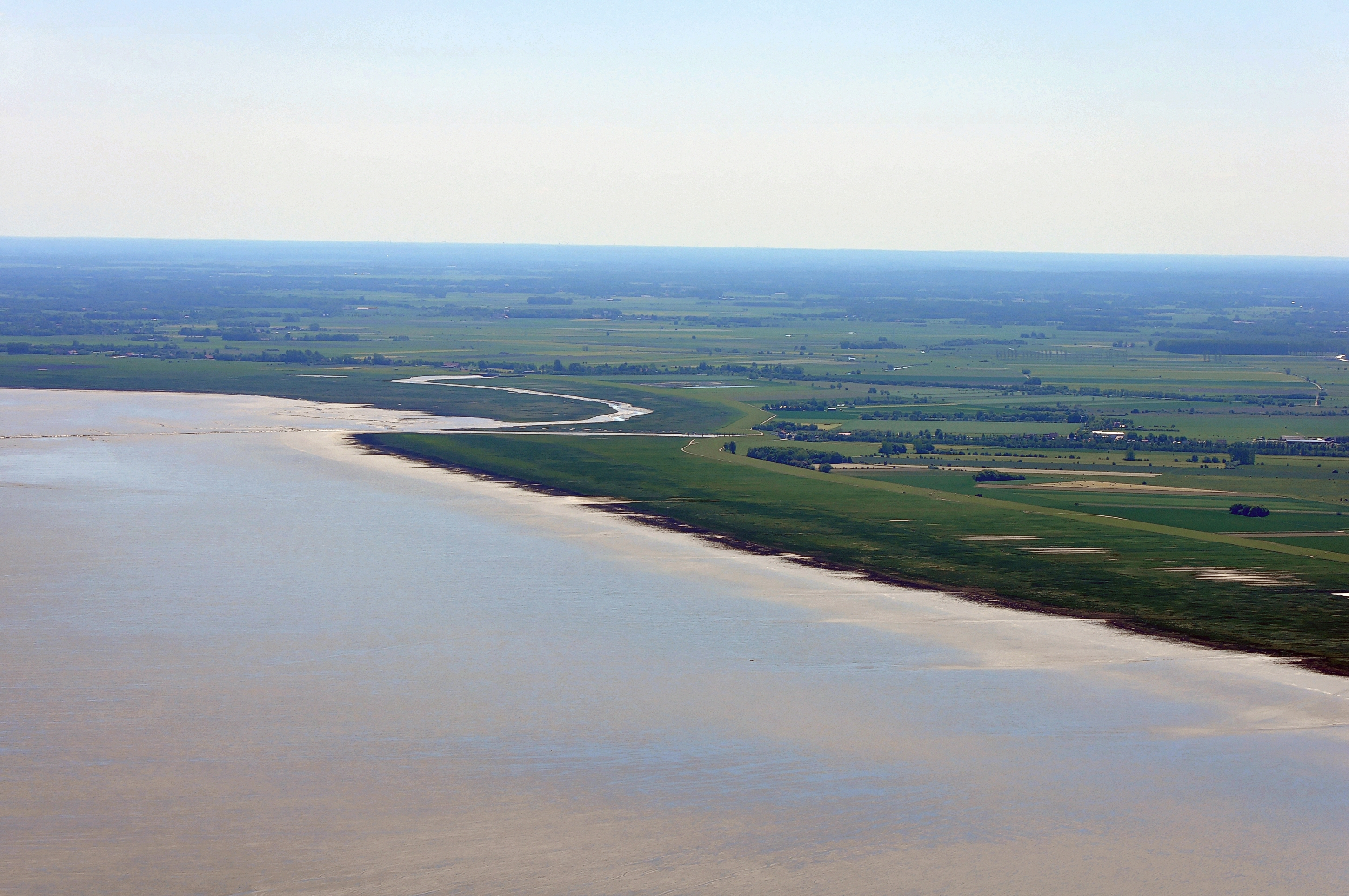
la foce del fiume Jade
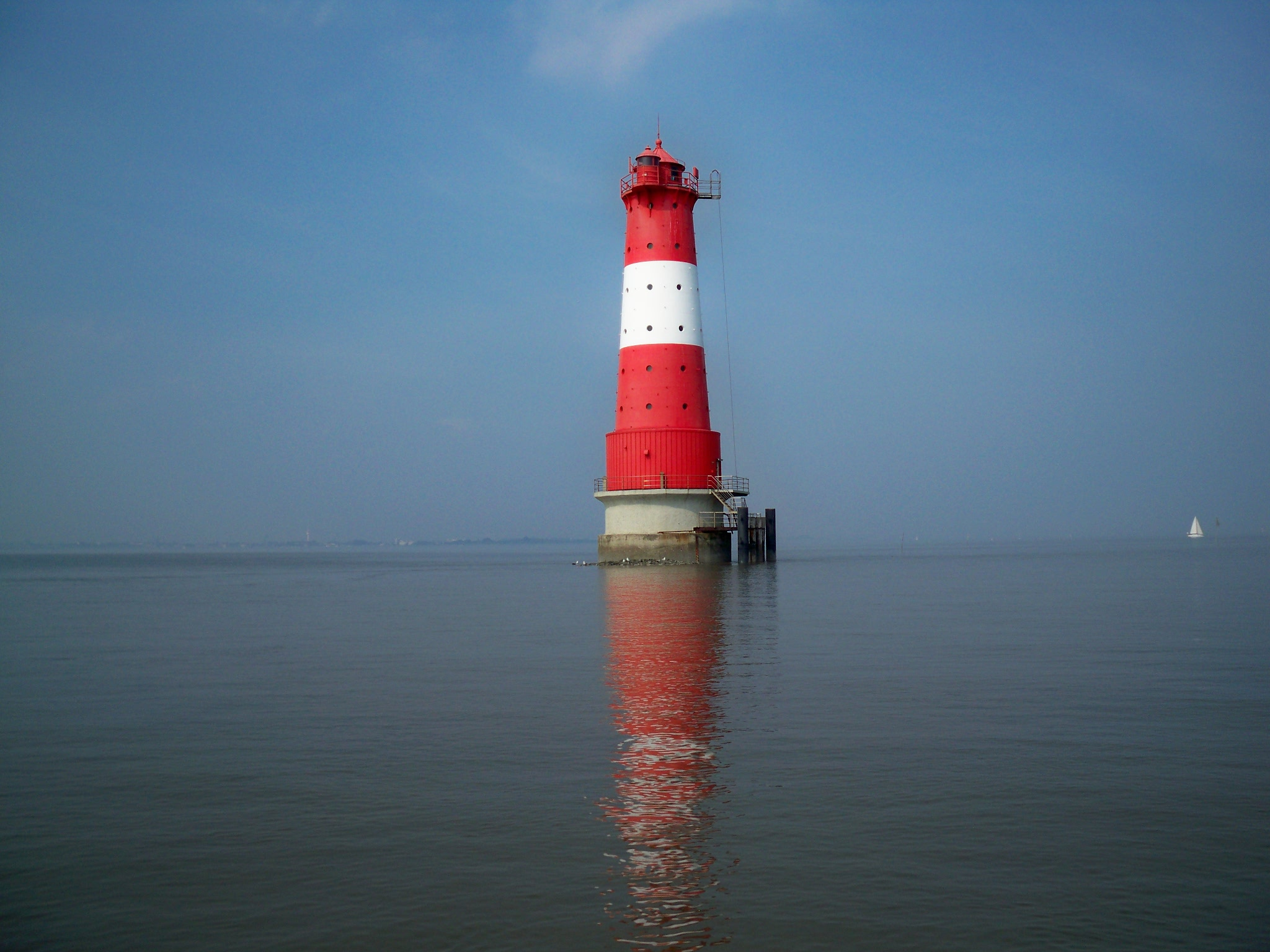
Il faro di Arngast